# Группа трилистника

Левый трилистник

Группа трилистника — группа узла трилистника, простейшего нетривиального узла. Является классическим объектом изучения комбинаторной теории групп, который возникает в теории кос, алгебраической геометрии и алгебраической К-теории.

## История
С группой трилистника связана важная проблема теории узлов о неэквивалентности узла трилистника и его зеркального образа (так называемых левых и правых трилистников), поставленная Титце в 1908 году. Данные узлы не удавалось отличить имеющимися на тот момент инструментами, поскольку их группы изоморфны, и это побуждало исследователей к поиску новых методов. Решение проблемы Титце было получено Деном в 1914 году на основе анализа действия автоморфизма группы трилистника, индуцированного зеркальным отражением этого узла, на периферической системе трилистника — его меридиане и параллели.

## Определение
Группой трилистника называется фундаментальная группа дополнения узла трилистника {\displaystyle T_{2,3}}:
{\displaystyle G_{2,3}:=\pi _{1}(S^{3}\setminus T_{2,3})}.
Группа трилистника может быть следующим образом задана образующими и соотношениями.
Копредставление Виртингера, вычисленное на основе стандартной диаграммы трилистника, имеет вид
{\displaystyle G_{2,3}\cong \langle x,y,z\mid y^{-1}xy=z,\ z^{-1}yz=x,\ x^{-1}zx=y\rangle }.
Копредставление Дена, вычисленное на основе стандартной диаграммы трилистника, имеет вид
{\displaystyle G_{2,3}\cong \langle c_{1},c_{2},c_{3},c_{4}\mid c_{1}c_{4}^{-1}c_{2}=c_{2}c_{4}^{-1}c_{3}=c_{3}c_{4}^{-1}c_{1}=1\rangle }.
Группа трилистника является элементом серии групп {\displaystyle G_{p,q}} торических узлов и зацеплений типа {\displaystyle (p,q)}. В частности, она допускает стандартное для этой серии задание
{\displaystyle G_{2,3}\cong \langle a,b\mid a^{2}=b^{3}\rangle }.
Данное задание может быть получено из копредставления Виртингера правилами {\displaystyle a=yzy} и {\displaystyle b=yz}, или, что то же самое, {\displaystyle y=ab^{-1}} и {\displaystyle z=b^{2}a^{-1}}.

## Связь с теорией кос
Группа трилистника изоморфна группе кос {\displaystyle B_{3}} из трёх нитей:
{\displaystyle G_{2,3}\cong B_{3}}.
А именно, в образующих {\displaystyle \sigma _{1}:=y} и {\displaystyle \sigma _{2}:=z} копредставление Виртингера принимает вид стандартного копредставления группы кос {\displaystyle B_{3}}:
{\displaystyle G_{2,3}\cong \langle \sigma _{1},\sigma _{2}\mid \sigma _{1}\sigma _{2}\sigma _{1}=\sigma _{2}\sigma _{1}\sigma _{2}\rangle }.
Концептуальным объяснением данного изоморфизма является гомотопическая эквивалентность дополнения трилистника и конфигурационного пространства {\displaystyle \operatorname {UConf} _{3}(\mathbb {R} ^{2})} неупорядоченных наборов трёх различных точек на плоскости (см. Конфигурационное пространство (топология) § Тройки точек на плоскости).

## Связь с алгебраической геометрией
Группа трилистника изоморфна локальной фундаментальной группе обыкновенного каспа, или, что приводит к тому же,
{\displaystyle G_{2,3}\cong \pi _{1}(\mathbb {C} ^{2}\setminus Y)},
где {\displaystyle Y:=\{(x,y)\in \mathbb {C} ^{2}\mid x^{2}=y^{3}\}}. Данный изоморфизм тесно связан с вышеуказанной интерпретацией дополнения трилистника.

## Связь с алгебраической К-теорией
Группа трилистника изоморфна второй группе Стейнберга кольца целых чисел:
{\displaystyle G_{2,3}\cong St_{2}(\mathbb {Z} )}.
А именно, в образующих {\displaystyle x_{1,2}:=\sigma _{1}} и {\displaystyle x_{2,1}:=\sigma _{2}^{-1}} копредставление группы кос {\displaystyle B_{3}} принимает вид стандартного копредставления группы {\displaystyle St_{2}(\mathbb {Z} )} с одним соотношением Стейнберга:
{\displaystyle G_{2,3}\cong \langle x_{1,2},x_{2,1}\mid x_{1,2}x_{2,1}^{-1}x_{1,2}=x_{2,1}^{-1}x_{1,2}x_{2,1}^{-1}\rangle }.
Пролить свет на данный изоморфизм можно следующим образом.
Дополнение трилистника и фактор специальной линейной группы {\displaystyle {\rm {SL}}_{2}(\mathbb {R} )}, рассматриваемой как группа Ли, по решетке {\displaystyle {\rm {SL}}_{2}(\mathbb {Z} )} гомеоморфны:
{\displaystyle S^{3}\setminus T_{2,3}\cong {\rm {SL}}_{2}(\mathbb {R} )/{\rm {SL}}_{2}(\mathbb {Z} )}.
Универсальное накрытие
{\displaystyle \pi \colon {\overline {\mathrm {SL} _{2}(\mathbb {R} )}}\to \mathrm {SL} _{2}(\mathbb {R} )}
является гомоморфизмом групп Ли. Обозначим символом {\displaystyle {\overline {\mathrm {SL} _{2}(\mathbb {Z} )}}} прообраз подгруппы {\displaystyle {\rm {SL}}_{2}(\mathbb {Z} )} относительно этого гомоморфизма. Иными словами, группа {\displaystyle {\overline {\mathrm {SL} _{2}(\mathbb {Z} )}}} является ядром композиции
{\displaystyle {\overline {\mathrm {SL} _{2}(\mathbb {R} )}}\to \mathrm {SL} _{2}(\mathbb {R} )\to \mathrm {SL} _{2}(\mathbb {R} )/\mathrm {SL} _{2}(\mathbb {Z} )}.
Данная композиция сама является универсальным накрытием, и следовательно, имеется следующая цепочка изоморфизмов:
{\displaystyle {\overline {\mathrm {SL} _{2}(\mathbb {Z} )}}\cong \pi _{1}(\mathrm {SL} _{2}(\mathbb {R} )/\mathrm {SL} _{2}(\mathbb {Z} ))\cong \pi _{1}(S^{3}\setminus T_{2,3})\cong G_{2,3}}.
Получающийся из этой цепочки и универсального накрытия {\displaystyle \pi } эпиморфизм
{\displaystyle \psi \colon G_{2,3}\to \mathrm {SL} _{2}(\mathbb {Z} )}
переводит образующие {\displaystyle \sigma _{1}} и {\displaystyle \sigma _{2}} группы трилистника в элементарные матрицы:
{\displaystyle \sigma _{1}\mapsto e_{1,2}={\begin{bmatrix}1&1\\0&1\end{bmatrix}}},
{\displaystyle \sigma _{2}\mapsto e_{2,1}^{-1}={\begin{bmatrix}1&0\\-1&1\end{bmatrix}}}.
Гомоморфизм {\displaystyle \psi } не является мономорфизмом. А именно, его ядро является бесконечным циклическим и порождается элементом
{\displaystyle a^{4}=b^{6}=(\sigma _{1}\sigma _{2}\sigma _{1})^{4}=(\sigma _{1}\sigma _{2})^{6}}.

## Свойства
Центр {\displaystyle Z(G_{2,3})} группы трилистника, как и группы любого торического зацепления, является бесконечным циклическим, а именно, он порождён элементом
{\displaystyle a^{2}=b^{3}=(\sigma _{1}\sigma _{2}\sigma _{1})^{2}=(\sigma _{1}\sigma _{2})^{3}}.
В группе кос {\displaystyle B_{3}} такому элементу соответствует центральная коса {\displaystyle \Delta _{3}^{2}}.
Как и для любого узла, абелианизация группы трилистника изоморфна первой группе гомологий дополнения трилистника и является бесконечной циклической:
{\displaystyle G_{2,3}^{ab}\cong H_{1}(S^{3}\setminus T_{2,3};\mathbb {Z} )\cong \mathbb {Z} }.
Гомоморфизм абелианизации {\displaystyle G_{2,3}\to \mathbb {Z} } сопоставляет образующим {\displaystyle \sigma _{1}} и {\displaystyle \sigma _{2}} число {\displaystyle 1}, а образующим {\displaystyle a} и {\displaystyle b} — числа {\displaystyle 3} и {\displaystyle 2}.
Коммутант {\displaystyle [G_{2,3},G_{2,3}]} группы трилистника является свободной группой ранга два. Это связано с тем, что узел трилистник, как и любое торическое зацепление, является расслоённым. В качестве двухэлементного базиса можно взять, например, элементы {\displaystyle \sigma _{2}\sigma _{1}^{-1}} и {\displaystyle \sigma _{1}\sigma _{2}\sigma _{1}^{-2}}.
Группа трилистника является линейной, то есть допускает точное представление в полную линейную группу над некоторым полем. Например, представление Бурау группы кос из трёх нитей является точным.

## Факторгруппы

### Модулярная группа
Факторгруппа группы трилистника по её центру изоморфна модулярной группе:
{\displaystyle G_{2,3}/Z(G_{2,3})\cong {\rm {PSL}}_{2}(\mathbb {Z} )}.
Данный изоморфизм получается из теоремы о гомоморфизме, применённой к композиции
{\displaystyle G_{2,3}\to {\rm {SL}}_{2}(\mathbb {Z} )\to {\rm {PSL}}_{2}(\mathbb {Z} )}
вышеприведённого эпиморфизма {\displaystyle \psi } и канонической проекцией на факторгруппу группы {\displaystyle {\rm {SL}}_{2}(\mathbb {Z} )} по её двухэлементному центру {\displaystyle \{I_{2},-I_{2}\}}. Поскольку образующая {\displaystyle -I_{2}} данного центра может быть представлена в виде
{\displaystyle (e_{1,2}e_{2,1}^{-1}e_{1,2})^{2}={\begin{bmatrix}-1&0\\0&-1\end{bmatrix}}},
ядро полученного эпиморфизма порождено элементом {\displaystyle (\sigma _{1}\sigma _{2}\sigma _{1})^{2}}, и следовательно, совпадает с центром группы трилистника.
Такой эпиморфизм
{\displaystyle G_{2,3}\to {\rm {PSL}}_{2}(\mathbb {Z} )}
является примером проективного представления группы трилистника.